# Phyllonorycter basistrigella
Phyllonorycter basistrigella är en fjärilsart som först beskrevs av James Brackenridge Clemens 1859.  Phyllonorycter basistrigella ingår i släktet guldmalar, och familjen styltmalar. Inga underarter finns listade i Catalogue of Life.